# Mitsuhiro Misaki
Mitsuhiro Misaki (見崎 充洋 Misaki Mitsuhiro?), född 6 maj 1970 i Shizuoka prefektur, är en japansk före detta fotbollsspelare.
Misaki började sin karriär 1993 i Yanmar Diesel (Cerezo Osaka). Han avslutade karriären 1996.